# Voitsberg
Voitsberg je okresní město v okrese Voitsberg v rakouské spolkové zemi Štýrsko. Nachází se asi 17 km západně od Štýrského Hradce. Žije zde přibližně 9 400 obyvatel.
Městem protéká řeka Kainach. Nacházejí se zde dvě hradní zříceniny, Krems na jižním okraji města a Obervoitsberg na ostrohu nad centrem Voitsbergu, a zámek Greißenegg.

## Seznam starostů
| Jméno                            | V úřadě                |
| -------------------------------- | ---------------------- |
| Johann Edler von Reindl (Reiner) | 1820–1825              |
| Anton Trexler                    | 1825–1830              |
| Tobias Rottenbacher              | 1830–1848              |
| Johann Pirker                    | 1848–1860              |
| Johann Mayer                     | 1860–1865              |
| Eduard Ludescher                 | 1865–1884              |
| Konrad Rottenbacher              | 1884–1893              |
| Rudolf Griß                      | 1893–1904              |
| Josef Reichmann                  | 1904–1919              |
| Peter Fripertinger               | 1919–1927              |
| Hans Deutscher                   | 1927–1930              |
| Hans Steiner                     | 1930–1934              |
| Josef Reichmann                  | 1934–1935 (komisionář) |
| Anton Loeser                     | 1935–1938              |
| Leopold Hofbauer                 | 1938–1941              |
| Alfred Grabner                   | 1941–1945              |
| Hans Blümel                      | 1945–1959              |
| Stefan Fleischhacker             | 1959–1962              |
| Hubert Kravcar                   | 1962–1991              |
| Helmut Glaser                    | 1991–1997              |
| Ernst Meixner                    | 1997–2019              |
| Bernd Osprian                    | 2019– (úřadující)      |

## Partnerská města
- San Martino Buon Albergo, Itálie